# West of Broadway
West of Broadway è il sesto album in studio di Alberto Fortis pubblicato dalla Philips nel 1985. È il suo ultimo LP per questa casa discografica, successivamente passerà alla CBS Italiana.

## Descrizione
Immagina è una cover di Imagine di John Lennon, con un testo in italiano scritto dallo stesso Fortis, senza nessun legame con il testo in inglese.

## Tracce
1. Dal mare
2. Io parlerò di noi (America)
3. Incontro a lei
4. Stelle della notte (Ann Field)
5. Black bluesy night
6. Luci al mattino
7. Anche il vento qui
8. Angelica
9. Immagina che
10. West of Broadway

## Formazione
- Alberto Fortis – voce, cori, tastiera, batteria, percussioni
- Brian Mann – tastiera, programmazione, elettronica
- Franco Cristaldi – basso
- Piero Gemelli – chitarra
- Beppe Gemelli – batteria, percussioni
- Lucio Fabbri – tastiera
- Alex Acuña – batteria, percussioni
- Abraham Laboriel – basso
- Charles Fearing – chitarra
- Resk Havek – batteria, batteria elettronica
- Paulinho da Costa – percussioni
- Laythan Armor – tastiera
- Marty Walsh – chitarra
- Claudio Dentes – basso
- Jerry Hey – tromba
- Gary Grant – tromba
- Bill Reichenbach – trombone
- John Phillips – sax
- Sergio Conforti - tastiera in West of Broadway
- Larry Williams – sax
- Rossana Casale, Betty Vittori, Jim Gilstrap, John Lehman, Darryl Phinnessee – cori